# Jacuba (Arealva)
Jacuba é um distrito do município brasileiro de Arealva, no interior do estado de São Paulo. O distrito é formado pela vila de Jacuba (sede) e pelo bairro de Santa Isabel (área urbana isolada).

## História

### Formação administrativa
- Distrito criado pelo Decreto-Lei n° 14.334 de 30/11/1944, com sede no povoado de São Francisco mais terras do distrito de Soturna (atual Arealva), no município de Iacanga[3][4][5].
- Pela Lei n° 233 de 24/12/1948 foi transferido para o novo município de Arealva[6][7].

### Pedido de emancipação
O distrito tentou a emancipação político-administrativa e ser elevado à município, através de processo que deu entrada na Assembléia Legislativa do Estado de São Paulo no ano de 1990, mas como não atendia os requisitos necessários exigidos por lei para tal finalidade, o processo foi arquivado.

## Geografia

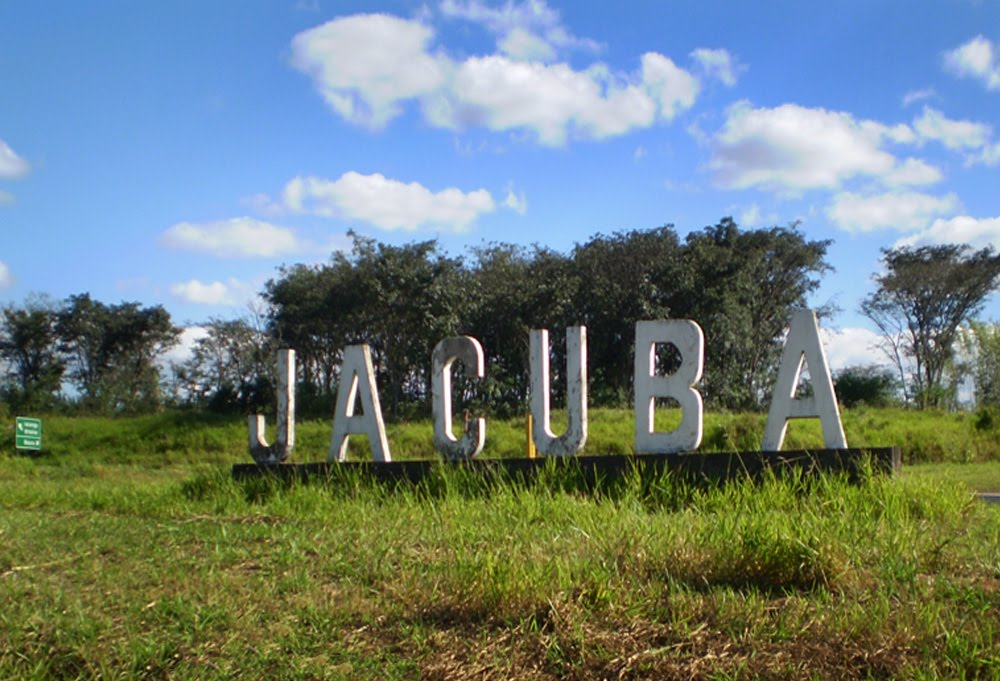
Trevo de Jacuba na SP-321.

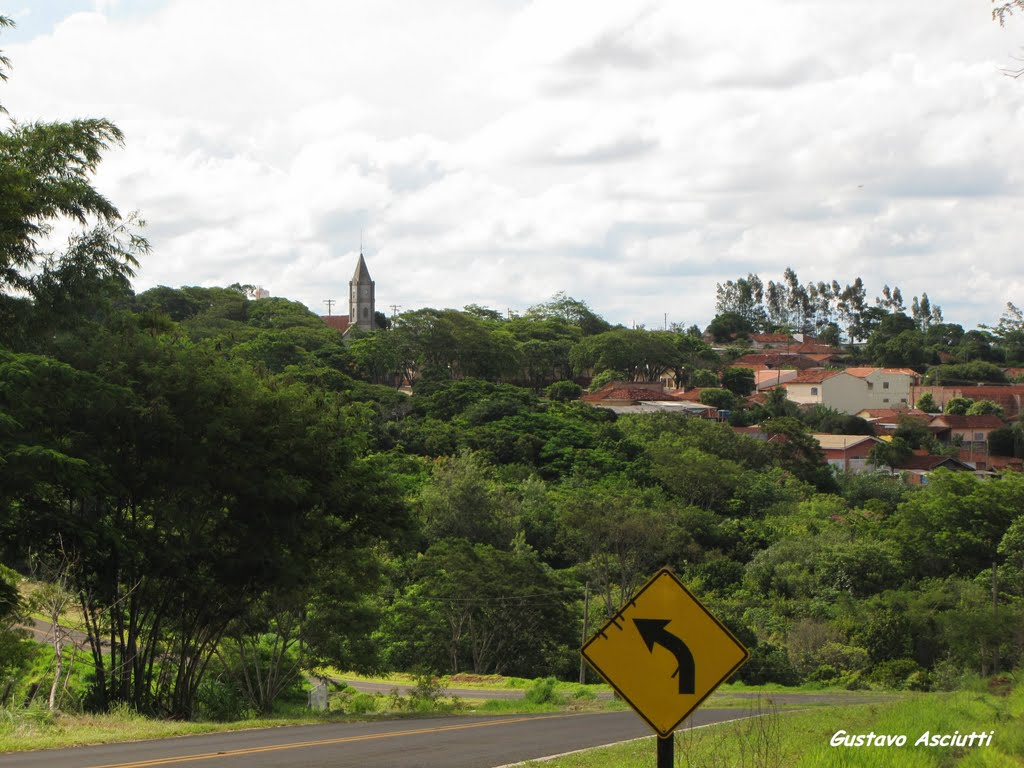
Vista de Jacuba.

### Demografia

#### População urbana (Jacuba)
| Crescimento população urbana | Crescimento população urbana | Crescimento população urbana | Crescimento população urbana |
| Censo                        | Pop.                         |                              | %±                           |
| ---------------------------- | ---------------------------- | ---------------------------- | ---------------------------- |
| 1950                         | 227                          |                              | —                            |
| 1960                         | 297                          |                              | 30,8%                        |
| 1970                         | 366                          |                              | 23,2%                        |
| 1980                         | 468                          |                              | 27,9%                        |
| 1991                         | 560                          |                              | 19,7%                        |
| 2000                         | 533                          |                              | −4,8%                        |
| 2010                         | 658                          |                              | 23,5%                        |
| Fonte: IBGE e Fundação SEADE |                              |                              |                              |

#### População urbana (Bairro de Santa Isabel)
| Crescimento população urbana | Crescimento população urbana | Crescimento população urbana | Crescimento população urbana |
| Censo                        | Pop.                         |                              | %±                           |
| ---------------------------- | ---------------------------- | ---------------------------- | ---------------------------- |
| 1991                         | 119                          |                              | —                            |
| 2000                         | 128                          |                              | 7,6%                         |
| 2010                         | 181                          |                              | 41,4%                        |
| Fonte: IBGE e Fundação SEADE |                              |                              |                              |

Pelo Censo 2010 (IBGE) a população urbana total do distrito era de 874 habitantes. 

#### População total
Pelo Censo 2010 (IBGE) a população total do distrito era de 1 446 habitantes.

### Área territorial
A área territorial do distrito é de 191,789 km².

### Rodovias
O distrito de Jacuba possui acesso à Rodovia Cezário José de Castilho (SP-321) através de estrada vicinal.

## Serviços públicos

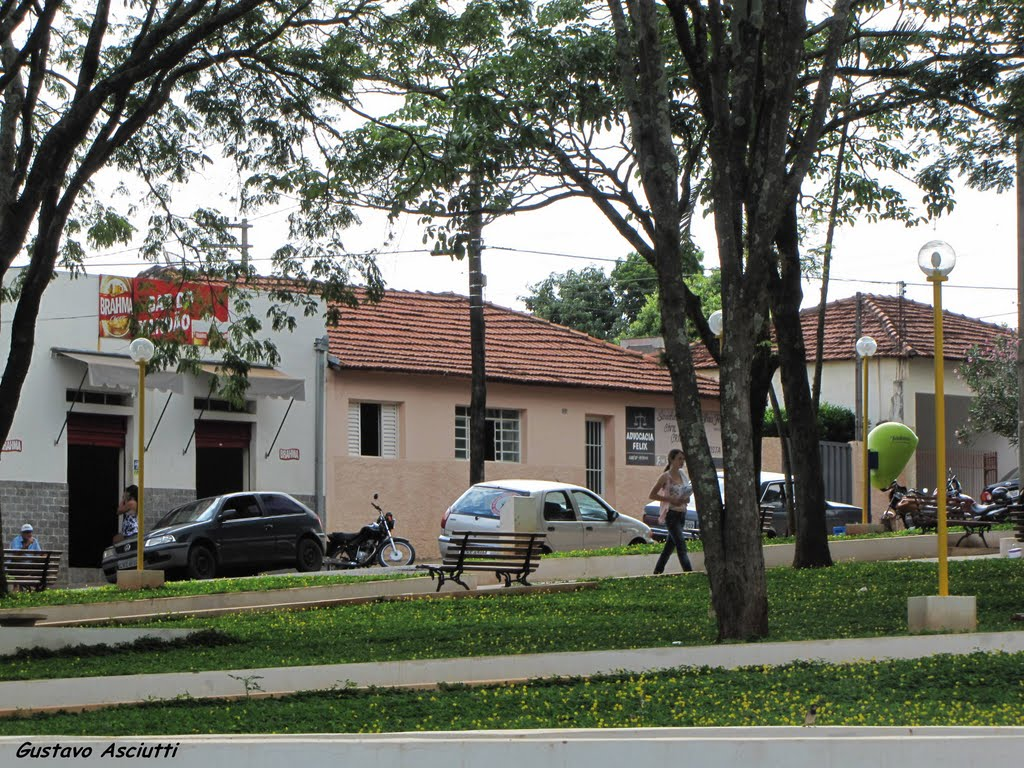
Praça.

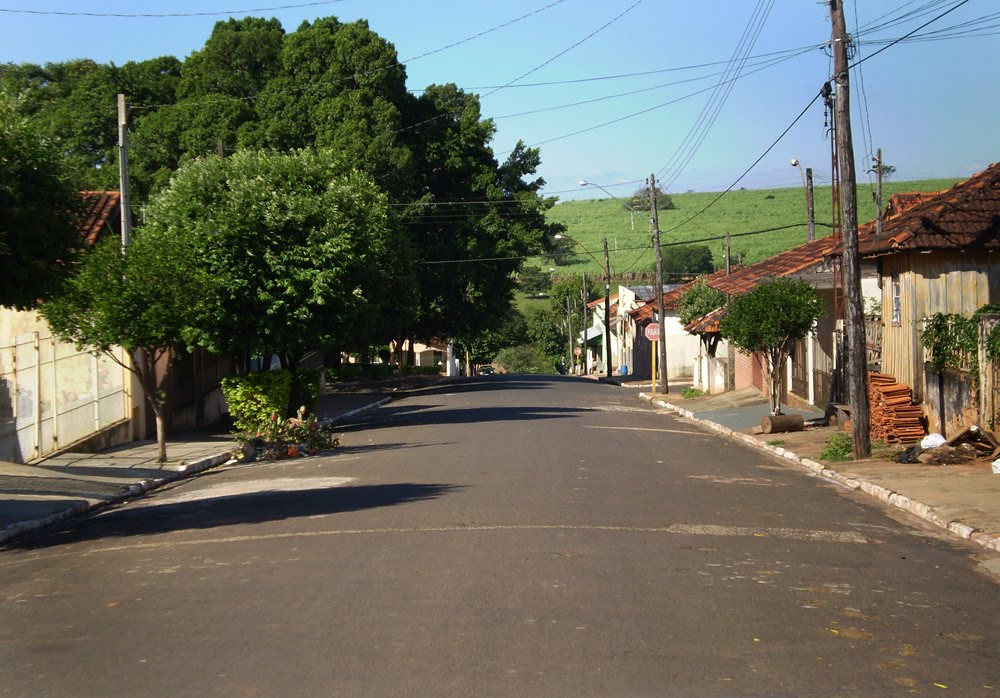
Aspecto local.

### Registro civil
Atualmente é feito no próprio distrito, pois o Cartório de Registro Civil das Pessoas Naturais ainda continua ativo.

### Educação
- EMEFEI "Abílio Francisco de Salles" - Jacuba[15].
- EMEFEI "Manoel Limão" - Bairro Santa Isabel[15].

### Saúde
- PSF III "Gabriel José Rodrigues Lago" - Jacuba[15].

### Saneamento
O serviço de abastecimento de água é feito pela Companhia de Saneamento Básico do Estado de São Paulo (SABESP).

### Energia
A responsável pelo abastecimento de energia elétrica é a CPFL Paulista, distribuidora do Grupo CPFL Energia.

### Telecomunicações
O distrito era atendido pela Telecomunicações de São Paulo (TELESP), que inaugurou as centrais telefônicas de Jacuba e Santa Isabel, utilizadas até os dias atuais. Em 1998 esta empresa foi vendida para a Telefônica, que em 2012 adotou a marca Vivo para suas operações.

## Religião
O Cristianismo se faz presente no distrito da seguinte forma:

### Igreja Católica
- A igreja faz parte da Diocese de Bauru[22].

### Igrejas Evangélicas
- Congregação Cristã no Brasil[23].